# Championnat de Santa Catarina de football
Le championnat de Santa Catarina de football ou championnat catarinense (campeonato catarinense en portugais) est une compétition de football qui réunit les clubs de l'État de Santa Catarina, au Brésil.

## Histoire
Le championnat fut créé en 1924. Il ne regroupait alors que 6 équipes, toutes basées à Florianópolis. Depuis la création, seules deux éditions n'ont pas désigné de champion : en 1933 quand le championnat ne s'est pas déroulé jusqu'à son terme et en 1946 où l'édition  n'a pas pu être organisée dans les temps

## Fonctionnement
Ces dernières années, les règles du championnat changent quasiment annuellement.
- En 2007 et 2008, le championnat se déroule deux phases, matchs aller et matchs retour. Le 1er de la phase aller gagne sa place en finale, où le rejoint le vainqueur de la phase retour. La finale se dispute en deux matchs, aller et retour également. Dans l'hypothèse où la même équipe gagne les deux phases de championnat, elle est directement déclarée championne[4].
- En 2009, le championnat se déroule deux phases, matchs aller et matchs retour. Le 1er de la phase aller gagne sa place pour le tournoi final à quatre, où le rejoint le vainqueur de la phase retour. Les deux meilleures équipes en nombres de points sur les deux phases cumulées sont également qualifiées pour le tournoi à quatre.
Pour le tournoi à quatre, les équipes s'affrontent en matchs aller et retour, les deux meilleures se qualifiant pour la finale.
La finale se dispute en deux matchs, aller et retour également. En cas d'égalité de points après les deux matchs, indépendamment de la différence de buts, les deux équipes disputent une prolongation dont le résultat détermine le champion. En cas d'égalité après la prolongation, le titre se joue aux tirs au but[5].
- En 2010 et 2011, le championnat se déroule deux phases, matchs aller et matchs retour. Chacune des phases est conclue par un tournoi (demi-finales et finales) où s'affrontent les quatre premiers. Le vainqueur de la phase aller gagne sa place en finale, où le rejoint le vainqueur de la phase retour. La finale se dispute en deux matchs, aller et retour également. Dans l'hypothèse où la même équipe gagne les deux phases de championnat, elle affronte en finale l'équipe la mieux classée au cumul des deux premières phases.
- En 2012 et 2013, le championnat se déroule deux phases, matchs aller et matchs retour. Le vainqueur de chacune des deux premières phases, ainsi que les autres équipes les mieux classées sur l'ensemble des deux phases sont qualifiées pour le tournoi final (demi-finales et finale). Le vainqueur du tournoi final remporte le championnat.
- En 2014, les participants se rencontrent au cours d'un championnat en tour unique (matchs aller). Les quatre premiers se qualifient pour le tournoi à quatre final (matchs aller-retour) tandis que les six derniers disputent le tournoi à six pour la relégation. Les deux vainqueurs du tournoi à quatre se rencontrent en matchs aller et retour pour la finale[6].

## Clubs participants
En 2012, la division principale du championnat regroupait 10 équipes :
- Avaí FC (Florianópolis)
- Brusque FC (Brusque)
- Camboriú FC (Camboriú) *
- Chapecoense (Chapecó)
- Criciúma EC (Criciúma)
- Figueirense FC (Florianópolis)
- CA Hermann Aichinger (Ibirama) **
- Joinville EC (Joinville)
- Marcílio Dias (Itajaí) *
- CA Metropolitano (Blumenau)

* vainqueur du championnat de division spéciale en 2011.

** deuxième du championnat de division spéciale en 2011.

## Palmarès
| Année | Champion                 |
| ----- | ------------------------ |
| 1924  | Avaí FC (1)              |
| 1925  | Externato FC (1)         |
| 1926  | Avaí FC (2)              |
| 1927  | Avaí FC (3)              |
| 1928  | Avaí FC (4)              |
| 1929  | Caxias FC (1)            |
| 1930  | Avaí FC (5)              |
| 1931  | Lauro Müller FC (1)      |
| 1932  | Figueirense FC (1)       |
| 1933  | Non joué                 |
| 1934  | Atlético Catarinense (1) |
| 1935  | Figueirense FC (2)       |
| 1936  | Figueirense FC (3)       |
| 1937  | Figueirense FC (4)       |
| 1938  | CIP FC (1)               |
| 1939  | Figueirense FC (5)       |
| 1940  | Ypiranga FC (1)          |
| 1941  | Figueirense FC (6)       |
| 1942  | Avaí FC (6)              |
| 1943  | Avaí FC (7)              |
| 1944  | Avaí FC (8)              |
| 1945  | Avaí FC (9)              |
| 1946  | Non joué                 |
| 1947  | América FC (1)           |
| 1948  | América FC (2)           |
| 1949  | Olímpico (1)             |
| 1950  | Carlos Renaux (1)        |
| 1951  | América FC (3)           |
| 1952  | América FC (4)           |
| 1953  | Carlos Renaux (2)        |
| 1954  | Caxias FC (2)            |
| 1955  | Caxias FC (3)            |
| 1956  | Operário (1)             |
| 1957  | Hercílio Luz (1)         |
| 1958  | Hercílio Luz (2)         |
| 1959  | Paula Ramos (1)          |
| 1960  | EC Metropol (1)          |
| 1961  | EC Metropol (2)          |
| 1962  | EC Metropol (3)          |
| 1963  | CN Marcílio Dias (1)     |
| 1964  | Olímpico (1)             |
| 1965  | Inter de Lages (1)       |
| 1966  | Perdigão (1)             |
| 1967  | EC Metropol (4)          |
| 1968  | Comerciário EC(1)        |
| 1969  | EC Metropol (5)          |
| 1970  | EC Ferroviário (1)       |
| 1971  | América FC (5)           |
| 1972  | Figueirense FC (7)       |
| 1973  | Avaí FC (10)             |
| 1974  | Figueirense FC (8)       |
| 1975  | Avaí FC (11)             |
| 1976  | Joinville EC (1)         |
| 1977  | Chapecoense (1)          |
| 1978  | Joinville EC (2)         |
| 1979  | Joinville EC (3)         |
| 1980  | Joinville EC (4)         |
| 1981  | Joinville EC (5)         |
| 1982  | Joinville EC (6)         |
| 1983  | Joinville EC (7)         |
| 1984  | Joinville EC (8)         |
| 1985  | Joinville EC (9)         |
| 1986  | Criciúma EC (2)          |
| 1987  | Joinville EC (10)        |
| 1988  | Avaí FC (12)             |
| 1989  | Criciúma EC (3)          |
| 1990  | Criciúma EC (4)          |
| 1991  | Criciúma EC (5)          |
| 1992  | Brusque FC (1)           |
| 1993  | Criciúma EC (6)          |
| 1994  | Figueirense FC (9)       |
| 1995  | Criciúma EC (7)          |
| 1996  | Chapecoense (2)          |
| 1997  | Avaí FC (13)             |
| 1998  | Criciúma EC (8)          |
| 1999  | Figueirense FC (10)      |
| 2000  | Joinville EC (11)        |
| 2001  | Joinville EC (12)        |
| 2002  | Figueirense FC (11)      |
| 2003  | Figueirense FC (12)      |
| 2004  | Figueirense FC (13)      |
| 2005  | Criciúma EC (9)          |
| 2006  | Figueirense FC (14)      |
| 2007  | Chapecoense (3)          |
| 2008  | Figueirense FC (15)      |
| 2009  | Avaí FC (14)             |
| 2010  | Avaí FC (15)             |
| 2011  | Chapecoense (4)          |
| 2012  | Avaí FC (16)             |
| 2013  | Criciúma EC (10)         |
| 2014  | Figueirense FC (16)      |
| 2015  | Figueirense FC (17)      |
| 2016  | Chapecoense (5)          |
| 2017  | Chapecoense (6)          |
| 2018  | Figueirense FC (18)      |
| 2019  | Avaí FC (17)             |
| 2020  | Chapecoense (7)          |
| 2021  | Avaí FC (18)             |
| 2022  | Brusque FC (2)           |
| 2023  | Criciúma EC (11)         |
| 2024  | Criciúma EC (12)         |

## Bilan
| Club           | Titres | Années |
| -------------- | ------ | --- |
| Figueirense FC | 18     | 1932, 1935, 1936, 1937, 1939, 1941, 1972, 1974, 1994, 1999, 2002, 2003, 2004, 2006, 2008, 2014, 2015, 2018 |
| Avaí FC        | 18     | 1924, 1926, 1927, 1928, 1930, 1942, 1943, 1944, 1945, 1973, 1975, 1988, 1997, 2009, 2010, 2012, 2019, 2021 |
| Joinville EC   | 12     | 1976, 1978, 1979, 1980, 1981, 1982, 1983, 1984, 1985, 1987, 2000, 2001                                     |
| Criciúma EC    | 12     | 1968, 1986, 1989, 1990, 1991, 1993, 1995, 1998, 2005, 2013, 2023, 2024                                     |
| Chapecoense    | 7      | 1977, 1996, 2007, 2011, 2016, 2017, 2020                                                                   |
| América FC     | 5      | 1947, 1948, 1951, 1952, 1971                                                                               |
| EC Metropol    | 5      | 1960, 1961, 1962, 1967, 1969                                                                               |
| Caxias FC      | 3      | 1929, 1954, 1955                                                                                           |